# Goljak (Jastrebarsko)
Goljak je naseljeno mjesto u Republici Hrvatskoj u Zagrebačkoj županiji.

## Zemljopis
Administrativno je u sastavu Jastrebarskog. Naselje se proteže na površini od 2,47 km². 

## Stanovništvo
Prema popisu stanovništva iz 2001. godine Goljak ima 84 stanovnika koji žive u 35 kućanstava. Gustoća naseljenosti iznosi 34,01 st./km².
| broj stanovnika | 158   | 191   | 214   | 244   | 281   | 283   | 284   | 346   | 336   | 305   | 265   | 243   | 172   | 141   | 84    | 59    | 46    |
|                 | 1857. | 1869. | 1880. | 1890. | 1900. | 1910. | 1921. | 1931. | 1948. | 1953. | 1961. | 1971. | 1981. | 1991. | 2001. | 2011. | 2021. |